# ميغا أبلود
ميغا أبلود (بالإنجليزية: Megaupload Ltd) هي شركة عبر الإنترنت تتخذُ من هونغ كونغ مقرًا لها. تأسَّست الشركة عام 2005 وظلَّت نشطة من سنة تأسيسها حتى عام 2012 حيثُ كانت تقدّم خدماتٍ عبر الإنترنت تتعلَّقُ بتخزين الملفات وعرضها.
صادرت وزارة العدل الأمريكية في التاسع عشر من كانون الثاني/يناير أسماء النطاقات والمواقع المرتبطة بشركة ميغا أبلود وذلك بعد القبض على أصحابها واتهامهم بالعمل كمنظمة مكرسة لانتهاكِ حقوق النشر. جُمّدت في وقتٍ لاحقٍ أصول الشركة التي بلغت 330 مليون دولار هونغ كونغ (حوالي 42 مليون دولار أمريكي) من قِبل إدارة الجمارك والضرائب في هونغ كونغ. نفى مؤُسِّس الشركة كيم دوت كوم المقيم في نيوزيلندا ارتكاب أيّ مخالفة، وكانت القضية المرفوعة ضد دوت كوم موضع جدلٍ حول شرعيّتها. حكم قاضٍ نيوزيلندي عام 2017 بأنه يجب تسليم المُتهَم دوت كوم إلى الولايات المتحدة لكنّ الأخير ظلَّ طليق السراح في نيوزيلندا بانتظار نتائج الاستئناف.
وجدت محكمة الاستئناف النيوزيلندية في الخامس من تمّوز/يوليو 2018 أنَّ كيم دوت كوم وثلاثة من زملائه السابقين مؤهلين للتسليم إلى السلطات الأمريكية، فيمَا قال محاميه إنهم سيستأنفون أمام محكمة نيوزيلندا العليا. أدى إيقافُ موقع ميغا أبلود إلى تنفيذِ عددٍ من هجمات الحرمان من الخدمات على مجموعة من المواقع الإلكترونية التابعة للحكومة الأمريكية ومنظمات حقوق الطبع والنشر من قِبل مجموعة هاكتفيزم أنونيموس.
أُعيد إطلاق موقع ميغا أبلود في التاسع عشر من كانون الثاني/يناير 2013 حيثُ حمل هذه المرة اسم ميجا (بالإنجليزية: Mega) في النطاق mega.co.nz (انتقل لاحقًا إلى mega.nz). اختير تاريخ إعادة الإطلاق ليتزامن مع الذكرى السنوية الأولى لإلغاء ميغا أبلود من قِبل مكتب التحقيقات الفيدرالي الأمريكي.

## الشركة والخدمات
كان المكتب المسجل للشركة في الطابق الثاني عشر من مبنى شنغهاي للاستثمار الصناعي في الغرفة 1204 في وان تشاي بهونغ كونغ.
تضمَّنت خدمات الويب الخاصة بالشركة موقع Megaupload.com وهي خدمة استضافة بنقرة واحدة لرفع الملفات، Megapix.com وهي خدمة استضافة الصور، Megavideo.com وMegalive.com وهي خدمات استضافة الفيديو ثمّ Megabox.com التي هي خدمة استضافة للموسيقى، وشملت الخدمات الأخرى Megaclick وMegafund وMegakey وMegapay وكلها كانت خدمات إعلانية ومالية. إلى جانب ذلك، أُنشئت أربع مدونات بما في ذلك Megabest وMegaking، ثمّ خدمتان إضافيتان هما Megabackup وMegamovie لكنهما كانا قيد التطوير قبل إغلاقهما.
| الموقع الإكتروني | وصف الخدمة |
| ---------------- | --- |
| Megavideo.com    | كان موقع ميجا فيديو دوت كوم عبارة عن خدمة استضافة فيديو مرتبطة ومدعومة بالإعلانات. بالنسبة لغير الأعضاء، كانت استضافة ملفاتهم محدودة المدة حيثُ تُحجب الملفات بشكل تلقائي بعد 72 دقيقة من رفعها ثم يُرفع الحجب بعد 30 دقيقة ويُعاد في فترةٍ أخرى وهكذا، على عكس ملفات الأعضاء التي تبقى مرفوعة على الدوام ويُمكن الوصول لها في أيِّ وقتٍ كان. |
| Megapix.com      | تم إطلاق موقع ميحا بيكس دوت كوم في أواخر عام 2010 حيثُ كان الهدف منه استضافة الصور، ثمّ سُرعان ما حقَّق شهرة كبيرة فدخل في منافسة مباشرة وقويّة مع خدمات أخرى لاستضافة الصور مثل فتو بوكيت وإيميج شاك وإمجور وغيرها. |
| Megalive.com     | كان موقع ميجا لايف دوت كوم موقع لتقديمِ خدمة البث المباشر للفيديو وقد حقَّق الموقع هو الآخر شهرة كبيرة فدخل في منافسة شرسة مع خدمات من هذا النوع على غِرار يوستريم وجاستن.تي في ولايف ستريم وغير ذلك. |
| Megabox.com      | كان موقع ميغا بوكس دوت كوم عبارة عن خدمة لاستضافة الموسيقى أو الملفات الصوتيّة بشكلٍ عام، كما احتوى الموقع على مكتبات ضخمة وقوائم تشغيل موسيقى كاملة للتحميل. |
| Megaporn.com     | كان موقع ميغا بورن دوت كوم عبارة عن خدمة لاستضافة وبث الفيديو لتحميل المواد الإباحية. |
| Megaclick.com    | كان موقع ميجا كليك خدمة إعلانية تسمحُ للمستخدمين ولمالكي مواقع الويب بنشر الإعلانات لكسب المال من تلك العروض. |
| Megafund.com     | كان موقع ميجا فاند دوت كوم موقعًا تمويليًا للمستخدمين حيثُ يتقدم أصحاب الأفكار بطلبٍ للحصول على تمويل لمواقعهم الإلكترونيّة وما إلى ذلك. |
| Megakey.com      | كان موقع ميجا كاي موقعًا إلكترونيًا لبرنامج ميجا كاي (بالإنجليزية: Megakey) الذي استبدل إعلانات الإنترنت الشائعة بإعلانات تروّج للخدمات الضخمة. |
| Megapay.com      | كان موقع ميجا باي دوت كوم موقع ويب لدعمِ خدمة ميجا باي (بالإنجليزية: MegaPay) وهي خدمة دفع عبر الهاتف المحمول تشبه باي بال، حيث كان يُمكن لمواقع الويب إضافة زر الدفع بواسطة الهاتف المحمول للسماح للمستخدمين بشراء المنتجات عبر خدمة ميجا باي.                                                                                        |
| Megabest.com     | كان موقع ميجا بيست دوت كوم عبارة عن مدونة تُركّز على تكريم المتفوقين في جميع أنحاء العالم بما في ذلك الأشخاص والشركات والحيوانات والمنتجات. |
| Megaking.com     | كان موقع ميجا كينج دوت كوم مدونة أسلوب حياة تُركّز على منتجات الرفاهية والجمال والسفر والطعام وكل شيء باهظ الثمن. |
| Megahelp.com     | كان موقع ميجا هيلب دوت كوم مدونة إخبارية وخيرية تلفتُ الانتباه إلى الأشخاص الذين يحتاجون إلى المساعدة والأشخاص الذين يقدمون المساعدة للأشخاص الأقل حظًا. |
| Megagogo.com     | كان موقع ميجا جوجو دوت كوم مدونة إخبارية تستهدفُ المستهترين. |

## البرمجيّات

### ميجا مانادجر
أصدرت ميجا أبلود أيضًا مدير تحميل/تنزيل خاص بها سمّتهُ ميجا مانادجر (بالإنجليزية: Mega Manager)، وهو مدير تنزيلٍ للملفات يتميّزُ بمدقق لروابط ميجا أبلود بالإضافة إلى خيارات لإدارة الملفات التي تمَّ تحميلها وعدد من الخصائص الأخرى.

### ميجا كاي
كان ميجا كاي (ب[] خطأ: {{اللغة-؟؟}}: لا نص (مساعدة)) أحد تطبيقات برامج الإعلانات المدعومة التي أزالت قيود النطاق الترددي على ما يُعرف بالخدمات الضخمة، حيثُ وافق المستخدمون الذين يديرون ميجا كاي على تقديم بعض بيانات التعريف الشخصية والبيانات الديموغرافية والسماح باستبدال الإعلانات على مواقع ويب الأطراف الثالثة التي زاروها مع مواقع ميجا أبلود.

### ميجا بوكس
شكَّل موقع ميجا بوكس (بالإنجليزية: Megabox) شكلًا جديدًا من مواقع تنزيل الوسائط حيثُ كان الأول من نوعه الذي يقدم هكذا خدمات بتلك الطريقة. وصفَ المالك كيم دوتكوم موقع ميجا بوكس بأنه «شبيهٌ جدًا بـ آي تونز باستثناء أنه يعمل في متصفح ويب يستخدمُ تقنية إتش تي إم إل 5 ويُحَمَّلُ أسرع بكثيرٍ من آي تونز أو أي شيء آخر.»

### فايل بوكس
فايل بوكس (بالإنجليزية: FileBox) عبارةٌ عن برنامج فلاش صغير يُمكن تضمينه في أي صفحة ويب خارجية، ويسمحُ للمستخدمين بتحميل المحتوى إلى ميجا أبلود دون الحاجة إلى زيارة موقع هذا الأخير أو تنزيل ميجا مانادجر.

## الاستقبال

### الحظر
على الرغم من اتخاذ الشركة المالكة للموقع هونغ كونغ مقرًا لها، إلا أن ميجا أبلود لم يكن متاحًا للذين يعيشون في هونغ كونغ، بل مُنع ابتداءً من عام 2009 المستخدمون الذين لديهم عنوان بروتوكول الإنترنت (IP) بهونج كونج من الوصول إلى الموقع. لم تكشف شركة ميجا أبلود مطلقًا عن سبب الحظر، لكن مسؤولي جمارك هونغ كونغ أشاروا إلى أن حظر الموقع في الدولة التي تتواجدُ بها الشركة كانَ محاولةً لعرقلة تحقيق إنفاذ القانون في حالة ما اتخذت محاكم الدولة قرارتٍ ضدّ الموقع أو مالكيه.
حُظر اعتبارًا من الثالث والعشرين من أيّار/مايو 2010 الوصول إلى موقع ميجا أبلود بشكلٍ متقطعٍ من قبل السلطات في المملكة العربية السعودية وتحديدًا من قِبل هيئة الاتصالات والفضاء والتقنية، في حين حُظر ميجا فيديو بشكلٍ متقطعٍ في الإمارات العربية المتحدة بسبب إمكانية الوصول إلى المحتوى الإباحي من خلال الخدمة.
أمرت الحكومة الماليزية في التاسع من حزيران/يونيو 2011 من خلال لجنة الوسائط المتعددة والاتصالات الماليزية جميع مزودي خدمات الإنترنت في ماليزيا بحظر ميجا أبلود وميجا فيديو، وبحسب ما ورد فقد قام بعضُ مزودي خدمة الإنترنت فعلًا بحظرِ جميع المواقع المدرجة في القائمة بينما قام مزودو خدمة الإنترنت الآخرون بتقليل سرعات الاتصال عند الولوج لهذه المواقع.
حُظر الوصول إلى ميجا أبلود وميجا فيديو في الهند لعملاء بعض مزوّدي الخدمات عام 2011، وذلك بعد حصولهم على أمرٍ من المحكمة بعدما استضاف موقع ميجا أبلود نفسه نسخًا غير قانونية من فيلم سينغهام على سيرفراته. وبحلول التاسع عشر من كانون الثاني/يناير 2012 أغلقَ المدعون الفيدراليون الأمريكيون في ولايةِ فرجينيا موقع ميجا أبلود ووجهوا تهمًا إلى مؤسسه كيم دوت كوم وآخرين بزعمِ انتهاكِ حقوق التأليف والنشر.
بعد إغلاق الموقع بفترةٍ قصيرةٍ، كان يُمكن للمستخدمين الوصول إلى المواد المرفوعة مسبقًا على الموقع عبر ذاكرة الويب المخبأة لجوجل وأرشيف الإنترنت، لكن وبعد يومٍ واحدٍ من توجيه الاتهام رسميًا قامت شركة جوجل وموقع أرشيف الإنترنت بإزالة ما تمَّ أرشفتهُ من ميجا أبلود طواعيةً لتجنّب مسؤولية استضافة موقع ويب حُذف بسبب انتهاك حقوق النشر.

### الانتقادات
نشرت شركة مارك مونيتور (بالإنجليزية: MarkMonitor) في كانون الثاني/يناير 2011 تقريرًا بعنوان «تقرير المرور: القرصنة على الإنترنت والتزوير» (بالإنجليزية: Traffic Report: Online Piracy and Counterfeiting) والذي ذكر أن موقع ميجا أبلود وميجا فيديو كانا إلى جانبِ رابيد شير من المواقع الثلاثة الأولى المصنفة على أنها أبرز مواقع القرصنة الرقميّة بأكثر من 21 مليار زيارة سنويًا. استجابت ميجا أبلود لهذا التقرير بالقول: «لا يتمُّ التسامح مع أي نشاطٍ ينتهك شروط الخدمة أو سياسة الاستخدام المتبعة عندنا ... نحنُ نبذل قصارى جهدنا لمعالجة الملفات المروعة وفقًا لقانون الألفية للملكية الرقميّة.» في السياق ذاته، أشار مارك موليجان المحلل في فورستر ريسيرش (بالإنجليزية: Forrester Research) إلى أنَّ عدد الزيارات لا يشير بالضرورة إلى عدد مرات تنزيل المواد غير القانونية.
روّجت بعض المواقع في وقتٍ ما أنَّ شريط أدوات ميجا أبلود الذي يُوجّه المستخدمين إلى صفحة الخطأ عند حدوث خطأ 404 في متصفح المستخدم يحتوي على برامج تجسس، لكنّ إف بي إم سوفتوير (بالإنجليزية: FBM Software) المتخصصة في هكذا أمور نفت ذلك مؤكّدة أن شريط أدوات ميجا أبلود خالٍ من برامج التجسس. اعتمدَ موقع ميجا أبلود على بعض الطرق المستحدثة في عالم النت، فعندما يتم تحميل ملفٍ إلى الموقع مثلًا ووجد الموقع ملفًا آخر بنفس التجزئة مرفوعٌ مسبقًا، يُسأَل مُحمِّل الملف عمَّا إذا كان يرغبُ في الربطِ بين الملف الذي يرفعه والملف المفوع سلفًا. تسبّب هذا الأمر في وجود روابط عدّة ومتفرقة لملفٍ واحدٍ، وهو ما أدى لخلقِ مشكلة عند حذف الملف بموجب قانون الألفية الجديدة لحقوق طبع ونشر المواد الرقمية، حيثُ كان يُحذف رابطٌ واحدٌ فقط بينما تُترك باقي الروابط التي تصلُ لنفس الملف الذي يخرقُ حقوق التأليف والنشر.

### الجدل
نشرت ميجا أبلود في التاسع من كانون الأول/ديسمبر 2011 فيديو موسيقي بعنوان ذا ميجا سون (بالإنجليزية: The Mega Song) وظهر في المقطع فنانون من بينهم كانييه ويست وأليشيا كيز وويل.آي.أم وسنوب دوغ وغيرهم ممن قدموا – في مقطع الفيديو – الدعم للشركة. حُمِّل مقطع الفيديو الموسيقي على منصّة يوتيوب، ولكن الأخير أزاله بعد طلب إزالةٍ من مجموعة يونيفرسال الموسيقية. ردّت ميغا أبلود مؤكّدة أنَّ الفيديو لا يحتوي على أي محتوى مخالف، وعلّقت: «لقد وقَّعنا اتفاقياتٍ مع كل فنان من أجل هذه الحملة» مطالبةً باعتذارٍ رسميّ من مجموعة يونيفرسال الموسيقية ورافعةً دعوى قضائيّة ضد الشركة في إحدى محاكم كاليفورنيا في الثاني عشر من كانون الأول/ديسمبر 2011.
أنكرت مجموعة يونيفرسال الموسيقيّة أنها طلبت إزالة المقطع بموجبِ شروط قانون الألفية للملكية الرقمية وقالت إن الإزالة كانت وفقًا لاتفاقيّةٍ وقَّعتها الشركة مع يوتيوب والتي تمنحُ مجموعة يونيفرسال الموسيقية الحقَّ في حظر أو إزالة مقاطع الفيديو التي ينشرها المستخدم من خلال نظام إدارة المحتوى على أساس عددٍ من المعايير المحددة تعاقديًا. تراجعت يوتيوب في وقتٍ لاحقٍ عن حذفها لمقطع الفيديو، ولم تُوضّح مجموعة يونيفرسال الموسيقيّة في المقابل موقفها وظلَّت الأسباب التي قدمتها غير واضحة، أمّا يوتيوب فقد أكدّت: «لا يحقُّ لشركائنا إزالة مقاطع الفيديو من منصتنا إلا إذا كانوا يمتلكون حقوقها أو أنها عروض حية يتمُّ التحكم فيها من خلال اتفاقيات حصرية مع فنانيهم ولهذا السبب أعدنا الفيديو المحذوف.» على الجانبِ المقابل، قال محامو ويل.آي.أم أنه لم يُوافق في البداية على المشروع ولكنه نفى بنفسه في الثاني عشر من كانون الثاني/ديسمبر أيَّ تورطٍ له في إشعار الإزالة.

## إغلاق الموقع

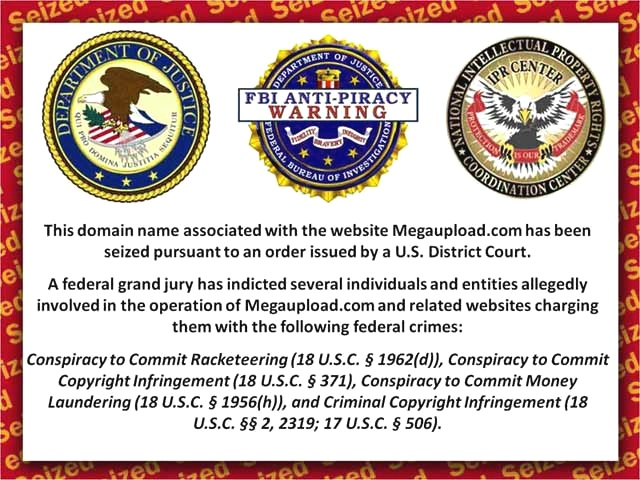
الصورة التي كانت تظهر عند محاولة زيارة موقع ميجا أبلود حيثُ يبرزُ إخطارٌ من مكتب التحقيقات الفيدرالي ووزارة العدل بشأنِ إغلاق الموقع لخرقهِ عددًا من القوانين.

صادرت وزارة العدل الأمريكية في التاسع عشر من كانون الثاني/يناير 2012 موقع استضافة الملفات ميجا أبلود دوت كوم مغلقةً إيّاه بالكامل ثمّ بدأت في توجيهِ قضايا جنائية ضد مالكه وآخرين وذلك تحت إشراف المدعي العام الرئيسي نيل ماكبرايد. جمّدت جمارك هونغ كونغ في العشرين من كانون الثاني/يناير من نفس العام أكثر من 300 مليون دولار هونج كونج (حوالي 39 مليون دولار أمريكي) من الأصول المملوكة للشركة.

### الاعتقال
بناءً على طلب المدعي الفيدرالي الأمريكي، اعتقلت الشرطة النيوزيلندية كيم دوت كوم وثلاثة مدراء تنفيذيين آخرين من شركة ميجا أبلود في قصرٍ مؤُجَّرٍ بقيمة 30 مليون دولار بالقربِ من أوكلاند يوم الجمعة الموافق للعشرين من كانون الثاني/يناير 2012. جاء ذلك بناءً على طلب من مكتب التحقيقات الفيدرالي الأمريكي بتسليم الأربعة بتهمة الابتزاز وغسيل الأموال. اقتحمت الشرطة النيوزيلنديّة القصر خلال حفلٍ كان يُقيمه دوت كوم للاحتفال بمناسبة عيد ميلاده، فصادرت أصولًا بقيمةِ 17 مليون دولار بما في ذلك بعض الأعمال الفنيّة التي كان معلقة في القصر وبعض السيارات. الرجال الأربعة الذين اعتُقلوا هم كيم دوت كوم (مؤسس الشركة ويبلغُ من العمر 38 عامًا من ألمانيا)، فين باتاتو (مدير التسويق ويبلغُ من العمر 38 سنة أيضًا وهو من ألمانيا)، ماتياس أورتمان (المسؤول التقني عن الموقع والمؤسس المشارك ويبلغُ من العمر 40 سنة وهو أيضًا من ألمانيا) وبرام فان دير كولك (يبلغُ من العمر 29 عامًا وهو من هولندا).
مثَلَ دوت كوم في الثالث والعشرين من كانون الثاني/يناير أمام محكمةٍ في منطقة نورث شور في أوكلاند في جلسة استماعٍ من أجل طلب مغادرة السجن بكفالة. رفض المدعي العام إطلاق سراح دوت كوم بكفالة مصرًا على أن الأخير قد يُغادر نيوزيلندا صوب دولة أخرى في أيّ وقتٍ خاصّة أنه يملكُ طائرة هليكوبتر في حديقة منزله الأمامية، بينما جادل محامو الدفاع بأن المروحية لا يمكنها الطيران بعيدًا بما يكفي للوصول إلى دولة أخرى، وأكّدوا أيضًا أن دوت كوم لم يرتكب أيّ مخالفات جنائية أصلًا. أعرب القاضي ديفيد ماكنوتون عن قلقه إزاء اكتشاف بندقيتين في قصر دوت كوم أثناء مداهمة الشرطة، وأرجأ اتخاذ قرارٍ بشأن منح الكفالة قائلاً إنه يحتاج إلى مزيدٍ من الوقت لمراجعة الطلبات. رُفض طلب الإفراج عنه بكفالة حيث قال القاضي ماكنوتون «إن الطلب قد رُفض بسبب احتماليّة فرار السيد دوت كوم من الولاية واحتمال أنه إذا وصل إلى ألمانيا فلن يتمَّ تسليمه لمواجهة كل هذه التهم.» أيد استئنافٌ أمام المحكمة العليا لنيوزيلندا في الثالث من شباط/فبراير 2015 قرار رفض الإفراج بكفالة.
ألغى قاضي محكمة مقاطعة نورث شور نيفين داوسون في الثاني والعشرين من شباط/فبراير 2012 الأحكام السابقة ومنح السراح إلى كيم دوت كوم بكفالة، قائلاً إن خطر فراره قد تضاءل بعد مصادرة أصوله. قُدِّم في الخامس من آذار/مارس 2012 طلب رسمي لتسليم كيم دوت كوم إلى الولايات المتحدة وثلاثة آخرين من كبار موظفي شركة ميجا أبلود الذين كانوا يُحاكَمون من قِبل محكمةٍ في نيوزيلندا. قضت المحكمة النيوزيلندية العليا في الثلاثين من نيسان/أبريل بإمكانية إعادة حوالي 750.000 دولار من أصول كيت دوت كوم بما في ذلك مرسيدس-بنز الفئة جي وتويوتا ألفارد وسيارات أخرى صادرتها الشرطة أثناء مداهمة منزله، فيما ظلت أصولٌ أخرى له في 63 حسابًا مصرفيًا رهن الاحتجاز.
حكمت قاضية المحكمة العليا النيوزيلندية هيلين وينكلمان في الثامن والعشرين من حزيران/يونيو 2012 بأن أوامر مداهمة وتفتيش منزل كيم دوت كوم «لم تكن صالحة» موضّحة: «لم تصف المذكّرات بشكلٍ كافٍ جرائم كيم حتى يتمَّ مداهمة منزله ... لقد كانت أوامر عامّة، وبالتالي فهي غير صالحة.» أُجِّل في العاشر من تمّوز/يوليو 2012 قرارٌ بشأنِ ما إذا كان يجبُ تسليم كيم دوت كوم وموظفي ميجا أبلود الآخرين إلى الولايات المتحدة وأرجئ إلى شهر آذار/مارس من عام 2013 وذلك من أجل إتاحة مزيدٍ من الوقت للاستماعِ إلى الحجج القانونية. في السياق ذاتهِ قالت القاضية النيوزيلندية هيلين وينكلمان إن السلطات الأمريكية تحتاجُ إلى تقديم دليلٍ على ممارسة دوت وباقي شركائه أعمال القرصنة عبر الإنترنت قبل تسليمه لها.
أمر رئيس الوزراء النيوزيلندي جون كي في الرابع والعشرين من أيلول/سبتمبر بإجراء تحقيقٍ في ما إذا كان موظفو مكتب أمن الاتصالات الحكومية (بالإنجليزية: Government Communications Security Bureau) قد تجسسوا بشكل غير قانوني على كيم دوت كوم والمتهمين الآخرين في القضية، وعلق كي قائلاً: «أتوقّع أن تعمل وكالات استخباراتنا دائمًا ضمن القانون.» تعقدت الأمور أكثر ما بين نيوزيلندا والولايات المتحدة حينما أفادت تقارير صحفيّة في السابع من تموز/يوليو 2014 عن تأجيل إجراءات تسليم دوت كوم وباقي المتهمين من نيوزيلندا إلى الولايات المتحدة الأمريكية حتى شباط/فبراير 2015. قضت محكمة الاستئناف في الثامن من أيلول/سبتمبر بأن شرطة نيوزيلندا ستُعيد الأجهزة الإلكترونية المصادرة غير المشفرة إلى دوت كوم وباقي شركائه. لكن وفي الثالث والعشرين من كانون الأول/ديسمبر 2015، حكم القاضي النيوزيلندي نيفين داوسون بإمكانية تسليم كيم دوت كوم وثلاثة من زملائه إلى الولايات المتحدة لمواجهة تهمٍ تتعلقُ بانتهاك حقوق النشر، فيما قال محامو دوت إنهم سيستأنفون القرار.

### لائحة الاتهام
الاتهامات الموجّهة للموقع

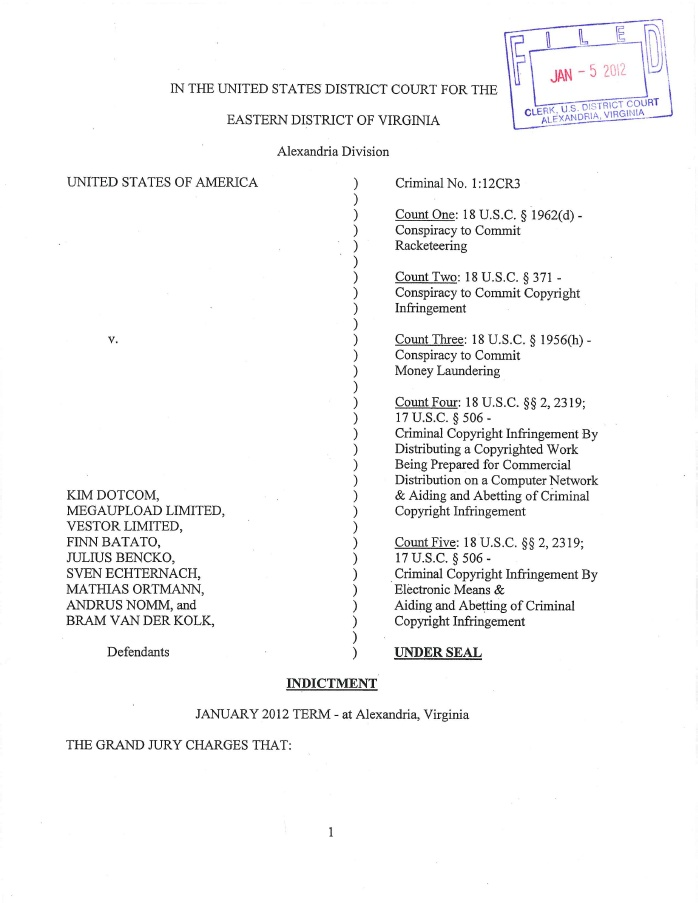
الصفحة الأولى من لائحة الاتهام الموجّهة للشركة مالكة موقع ميجا أبلود.

زعمت لائحة الاتهام أن ميجا أبلود اختلفت عن غيرها من شركات تخزين الملفات عبر الإنترنت دون توضيحٍ أكثر، فيما أبرزت التقارير الإعلاميّة التي تُغطّي القضية عدة نقاطٍ من لائحة الاتهام بما في ذلك توجيه تهمٍ تتعلق بمزاولة نشاطٍ غير قانوني دون تحديدِ ماهيّة هذا النشاط. قدمت لائحة الاتهام حالاتٍ يُزعم أنها تظهر سلوكًا إجراميًا بالإضافة إلى الإشارة إلى نقاط تصميم نموذجِ أعمال ميجا أبلود كدليل على النية الإجراميّة. هذه بعضٌ من النقاط التي وردت في لائحة الاتهام:
1. الغالبية العظمى من المستخدمين ليس لديهم أي قدرة تخزين طويلة المدى، بل يعتمد التخزين في الموقع على عدد مرات تحميل الملفات وهذا يعني أن هذه الأخيرة تُزال وتحذف باستمرارٍ في حالة ما لم يتمّ تحميلها عددًا من المرات.
2. نظرًا لأن جزءًا صغيرًا فقط من المستخدمين يدفعون مقابل التخزين، فإن الموقع يعتمدُ على الإعلانات التي يعرضها بشكلٍ أساسي عند تنزيل الملفات، وبالتالي فنموذج عمل ميجا أبلود لا يعتمدُ على التخزين بالدرجة الأولى بل على عدد التنزيلات.
3. قام الأشخاص المتهمون بتوجيه المستخدمين الفرديين إلى كيفية تحديد موقع الروابط المؤدية إلى المحتوى المخالف على موقع ميجا أبلود ... شاركوا مع بعضهم البعض تعليقات من مستخدمي موقع ميجا مما يدل على أنهم استخدموا أو يحاولون استخدام الموقع للحصول على نسخ منتهكة من المحتوى المحمي بحقوق الطبع والنشر.
4. الأشخاص المتهمون على عكس الزوار لا يعتمدون على روابط الملفات المخزنة، بل يُمكنهم البحث في قاعدة البيانات الداخلية مباشرة ... قاموا بالبحث في قاعدة البيانات الداخلية عن شركائهم وأنفسهم حتى يتمكنوا من الوصول مباشرة إلى المحتوى الذي ينتهك حقوق الطبع والنشر.
5. يتمُّ استخدام طريقة إزالةٍ شاملةٍ لتحديد المواد الإباحية المتعلقة بالأطفال ولكن لم يتم عبرها إزالة المحتوى المُخالِف.
6. لم يتم إنهاء حسابات المستخدمين المخالفين، ولم يُبذل أي جهدٍ كبيرٍ لتحديد المستخدمين الذين كانوا يستخدمون موقع ميجا أو المواقع المرتبطة به لانتهاك حقوق الطبع والنشر أو لمنع تحميل النسخ المخالفة للمواد المحمية بحقوق الطبع والنشر أو لتحديد النسخ المخالفة لحقوق الطبع والنشر.
7. اعتُمد على «برنامج حوافز» يُشجّع على تحميلِ «الملفات الشائعة» مقابل مدفوعاتٍ للقائمين على هذه الملفات.
8. ناقش المدعى عليهم صراحةً قضايا التهرب والانتهاك بما في ذلك محاولة نسخ وتحميل محتوى يوتيوب بالكامل..

ردود دفاع الموقع
يقول محامي الدفاع إيرا روثكين إن المداهمة كانت سريعة بشكلٍ غير عادلٍ ولم تمنح موكله الفرصة للدفاع عن نفسه. يشير المعلقون القانونيون إلى أنه في حين أن قرار الاتهام قد يكون صحيحًا وقد تكون شركة ميغا أبلود قد تصرفت كـ «مؤامرة جنائية» كما قيل فإن عددًا من النقاط في لائحة الاتهام تستندُ إلى تفسيرات انتقائية ومفاهيم قانونية يُمكن الطعن فيها في المحكمة. ذكر تحليلٌ أجرته لوس أنجلوس تايمز أن صاحب البلاغ «صُدم بمدى وصول لائحة الاتهام إلى شيء شنيع» وبالمثل خلص تحليل تيك ديرت (بالإنجليزية: TechDirt) إلى أنه بينما كان لمؤسس ميجا أبلود تاريخًا واضحًا في ما وصفها بـ «مخالفة القانون» فمن المحتملِ أن يكون قد تم إخراج الأدلة من السياق أو تحريفها ويمكن أن تعود – نفس هذه الدلائل – لتُطارد الخدمات الأخرى عبر الإنترنت التي تقدم خدمات شرعية تمامًا. هذه قائمةٌ بالنقاط التي ردَّ بها محامي الشركة على ما ورد في لائحة الاتهام:
- تشير لائحة الاتهام إلى عدم وجود بحثٍ في الموقع كدليلٍ يدعمُ خرق القوانين، ولكن في قضايا حقوق الطبع والنشر الأخرى وُصف البحث في الموقع كدليل يدعمُ مخالفة القانون.[69] في حالة إيزو هنت مثلًا، فُسّر وجود وجود ميزة البحث داخل قواعد البيانات من قِبل ملَّاك الموقع كدليلٍ على عدم خرق الموقع للقانون والتفسير في حالة ميجا أبلود كان معاكسًا تمامًا لهذا التفسير.[70] علَّق موقع تيك ديرت على هذا الأمر بالقول: «الاعتماد على وجود ميزة البحث داخل قواعد البيانات كدليلٍ على وجود مؤامرة من صاحب الموقع هو أمر مجنون ... إذا فعَّلها [الميزة] المبرمج فسيقع في ورطة [في حالة الملاحقة القانونيَة] وإن لم يفعل فسيقع في ورطة أيضًا!»
- ورد في لائحة الاتهام أنه لم يتم بذل أي جهدٍ لتحديد الملفات أو المستخدمين المخالفين أي بعبارة أخرى عن القائمين على الموقع أغفلوا هذه النقطة الهامّة، لكن المحاكم الفيدرالية تتفق مرارًا وتكرارًا على عدم وجود ضرورةٍ للبحث عن هؤلاء.
- تضمنَّت لائحة الاتهام نقطةً جاء فيها أنّ حذف موقع ميجا أبلود لبعض الملفات بعد فترة محدودة ومحددة هو دافعٌ آخر يُشير لدوافع مالك الموقع بعيدًا عن قضية التخزين، لكن العديد من «المواقع الشرعية» مثل إمجور تُزيل المحتوى غير المستخدم بعد فترة لإخلاء مساحةٍ على الخادم. إذا تم حذف الملفات بشكل روتيني بعد فترة قصيرة، فقد يشير ذلك أيضًا إلى قوة الموقع [ميجا أبلود] في المراقبة وفي حذف الملفات التي قد تنتهك القوانين أو تخرقها.
- وردت الكثير من النقاط في لائحة الاتهام التي تستندُ إلى افتراضٍ بسيطٍ بأن تشجيع رافعي الملفات على استخدامها يعني أنه يجب أن يُشجع على الانتهاك، لكن يجب أن يكون هناك دليل على ارتكاب مخالفات فعلية وليس مجرد تحليلات.
- غالبًا ما يكون الإخفاق في إزالة جميع الروابط التي تلي طلب الإزالة «أمرًا طبيعيًا»، فعلى سبيل المثال قد يتمُّ تحميل نفس المحتوى من قِبل مستخدمين شرعيين وغير شرعيين. لا تؤثر إزالة الرابط المخالف على المُحمِّلين الشرعيين، لكن حذف الملف المخالف يؤثّر عليهم. وبالمثل، بمجرد تحديد المواد الإباحية المتعلقة بالأطفال تُصبح دائمًا غير قانونية لجميع المستخدمين، لكن المواد الأخرى قد تكون قانونية لبعض المستخدمين وليس للآخرين. لذا فإن حقيقة أن إحدى الحالات تتطلب إزالة الملف والأخرى تتطلب إزالة الرابط فقط قد يكون سلوكًا صحيحًا.
- تشمل لائحة الاتهام تهم غسيل أموال، ولكن هذه تشملُ المدفوعات الأساسية لاستضافة المواقع مما يُشير إلى خلطٍ في التفريق بين المصروفات التي تُصرف على الموقع وبين غسيل الأموال.
- أشارت شركة ميجا أبلود إلى استعدادها لحضور المحاكمة في الولايات المتحدة بالفعل، والرد على القضايا المدنية.

### الملاذ الآمن
يوفر قانون الألفية للملكية الرقمية في الولايات المتحدة ملاذًا آمنًا للمواقع التي تُزيل المحتوى المخالف على الفور، لكنّ القانون لا يُوفّئ ذلك للمواقع التي لديها معرفة فعلية بوجود محتويات مخالفة لكنها لا تفعلُ شيئًا حيال ذلك. ومع ذلك فإنّ الملاذ الآمن لقانون الألفية الجديدة لحقوق طبع ونشر المواد الرقمية أقل أهميةً في القضايا الجنائية من القضايا المدنية لأن التغلب على العنصر الأول ونقص المعرفة أو الوعي بالانتهاك قد يكون أسهل للمقاضاة من تلبية شرط العمد للمسؤولية الجنائية لحقوق الطبع والنشر.
تزعمُ لائحة الاتهام في قضية موقع ميجا أبلود أن أحكام قانون الألفية الجديدة لحقوق طبع ونشر المواد الرقمية قد استُخدمت من قِبل الموقع لإظفاء بعضٍ من الشرعية على ما يستضيفه لكنّ الموقع لم يحذف فعليًا بعض المواد المخالفة على الرغمِ من حذفه لبعض الروابط المؤدية لتلك الملفات. تقول لائحة الاتهام إنّ الموقع وافقَ على إزالة بعض المحتويات بعدما بدأ نشاط وعمل الموقع في النموّ وليس لأنها تنتهكُ نوعًا من الحقوق. جاء في لائحة الاتهام أن المديرين التنفيذيين لشركة ميجا أبلود:
قال المدعون في لائحة الاتهام إنّ موقع ميجا أبلود لم يكن متوافقًا مع قانون الألفية الجديدة لحقوق طبع ونشر المواد الرقمية واستشهدوا بمثالٍ مُنْتَهِكٍ مزعومٍ على الموقع يُعرف باسم في في (بالإنجليزية: VV)، فعلى مدار ست سنوات زُعم أن في في حمَّل ما يقربُ من 17,000 ملفًا إلى موقع ميجا فيديو دوت كوم شُوهدت أكثر من 334 مليون مشاهدة. وفقًا للمدعين العامين، فعلى الرغم من إرسال العديد من رسائل البريد الإلكترونية لطلب الإزالة لم يتم حذف أيٍّ من الملفات.
في مقابلة تلفزيونية مع قناة نيوز الثالثة (بالإنجليزية: 3 News) قال كيم دوت كوم إنه ليس «ملك القرصنة» وقال إن ميجا أبلود قد طبقت أحكام قانون الألفية الجديدة لحقوق طبع ونشر المواد الرقمية بل تجاوزت ذلك من خلال منحِ أصحاب حقوق الطبع والنشر حقوقًا مباشرة لحذف الروابط، وقال أيضًا إن لائحة الاتهام اعتمدت على تفسير خبيث لقضايا فنية لتفسير ادعائها بوجود «نية إجرامية» خاتمًا كلامه بأن هناك استخدامًا قانونيًا كبيرًا لميجا أبلود.

### إجراءات الدفاع الجنائي
نفى كيم دوت كوم التهم الموجهة إليه واستمرَّ في عمله مع المحامي بوثكين المعروفِ بمدافعته عن عديد قضايا انتهاك حقوق النشر. في السياق ذاته قال محامي كيم أنه لا توجد مسؤولية جنائية عن انتهاك حقوق الطبع والنشر بموجب القانون المتبع في الولايات المتحدة. الواقعُ أنَّ دوت كوم عيَّنَ في البداية روبرت بينيت المحامي بواشنطن العاصمة والذي أكد أنه سيُمثِّل ميجا أبلود في قضية انتهاك حقوق النشر، لكنّ الأخير انسحبَ في الثاني والعشرين من كانون الثاني/يناير 2012 من القضية بسبب تضاربِ المصالح مع عميلٍ آخر، فعُيّن في اليومِ الموالي المحامي بول دافيسون ممثلاً لمؤسس لشركة ميجا أبلود – المملوكة لكيم دوت كوم – في نيوزيلندا.
أُثير بعض الجدل في نهاية نيسان/أبريل 2012 حول التمثيل القانوني لميجا أبلود في قضيتها، حيثُ قالت شركة المحاماة كوين إيمانويل (بالفرنسية: Quinn Emanuel) – التي استعانت بها ميجا أبلود للمطالبة بالاحتفاظ ببيانات الموقع – في طلبٍ تم تقديمه إلى المحكمة أن هناك جهودًا متضافرة من قبل وزارة العدل الأمريكية لرفض تمثيل ميجا أبلود القانوني. زعمت كوين إيمانويل في المذكّرة أن العديد من مكاتب المحاماة انسحبت من القضية بعد أن أبلغتهم وزارة العدل باحتمال تضارب المصالح بحجة أنهم يريدون استدعاء عملاء الشركات كشهود. نظرًا لكبر وشهرة شركة ميجا أبلود، قالت كوين إيمانويل إن حجة «تضارب المصالح» هذه يُمكن تطبيقها على أيِّ شركة محاماةٍ لديها خبرةٌ في حقوق الملكية الفكرية مما يحرم شركة ميجا أبلود من التمثيل القانوني في قضيةٍ تتعلق بالقضايا القانونية والتقنية.
وصفَ إريك جولدمان أستاذ القانون في جامعة سانتا كلارا قضية ميغا أبلود بأنها «عرضٌ محبطٌ لإساءة استخدام السلطة الحكوميّة» وأشار إلى أن التعدي الجنائي على حق المؤلف يتطلب حدوث انتهاك متعمَّد وأن إيقاف تشغيل ميجا أبلود قد أدى إلى ما وصفهُ «تأثيرٌ غير دستوري للغاية» تسبّب في حرمان «المستخدمين الشرعيين» من الوصول إلى بياناتهم، فيمَا أعرب معلقون قانونيون آخرون عن شكوكهم تجاه إمكانيّة ميجا أبلود في الدفاع عن نفسها ضد تهم المساعدة والتحريض على انتهاك حقوق الطبع والنشر الموجّهة لها.
اعتمد الدفاع على «أخطاء إجرائية» من قِبل الادعاء للطعن في القضية وفي حكمٍ صدر في نهاية أيّار/مايو 2012 منح القاضي النيوزيلندي ديفيد هارفي المتهمين الحقَّ في الكشف عن الأدلة التي يحتفظُ بها مكتب التحقيقات الفيدرالي استعدادًا لمحاكمة تسليم المجرمين. في قراره المُؤلَّف من 81 صفحة، توصل القاضي إلى تقييمٍ أن وزارة العدل تُحاول استخدام مفاهيم القانون المدني ولا سيما الانتهاك الثانوي لحقوق الطبع والنشر في قضية جنائية مما يؤدي إلى مشاكل وعواقب قانونية أخرى، وأكد أيضًا أن التهم الواردة في لائحة الاتهام المتعلقة بغسل الأموال والابتزاز والاحتيال الإلكتروني ليست أفعالًا جنائية منفصلة ولكنها تعتمد على ادعاء التعدي الجنائي الثانوي على حق المؤلف. في تطورٍ منفصلٍ في الولايات المتحدة، طعنَ الدفاع في القضية المرفوعة ضد ميجا أبلود ككلٍ قائلاً إن الولايات المتحدة ليس لها ولاية قضائية على شركة أجنبية وأن مصادرة أصول ميجا أبلود غير قانوني، فيما أشار الموجز الثاني من الحُكْم إلى العديد من الأخطاء القانونية في لائحة الاتهام.

### الاحتفاظ بالبيانات
بعد مصادرة الشركة القائمة على موقع ميجا أبلود، أُثيرت مخاوفٌ بشأن ما سيحدث للملفات التي حُمِّلت من قِبل مستخدمي الموقع أو باقي المواقع التابعة مسبقًا. صرحت وزارة العدل في العشرين من كانون الثاني/يناير 2012 أنه «من المهم ملاحظة أن ميجا أبلود حذر مستخدميه بوضوحٍ بالاحتفاظ بنسخٍ من أيّ ملفاتٍ قاموا بتحميلها» مضيفةً أن «ميجا فيديو دوت كوم أبلغ المستخدمين صراحة من خلال الأسئلة الشائعة (FAQs) وشروط الخدمة الخاصة به والتي تنصُّ على أن المستخدمين لا يملكون أيّ من الملفات الموجودة على خوادم مبجا أبلود، كما أنهم يتحملون المخاطر الكاملة لفقدان بياناتهم أو عدم توفرها بالكامل ويُمكن لميجا أبلود إنهاء عمليات الموقع دون إشعارٍ مسبق.» علَّقَ المدعي الأمريكي نيل إتش ماكبرايد في السابع والعشرين من كانون الثاني/يناير 2012 على الموضوع بالقول:
رداً على تعليقات المدعي الأمريكي، رفضت شركة كارباثيا هوستينج (بالإنجليزية: Carpathia Hosting) في الثلاثين من كانون الثاني/يناير تمكين السلطات الأمريكيّة من الوصول إلى ملفات ميجا أبلود وأصدرت الشركة بيانًا صحفيًا يُفيد:
«لا تمتلكُ كارباثيا هوستينج ولم يكن لديها مطلقًا إمكانية الوصول إلى المحتوى على خوادم ميجا أبلود وليس لديها آلية لإعادة أي محتوى موجود على هذه الخوادم إلى عملاء الموقع. لا يستندُ خطاب وزارة العدل الذي صدر في الثاني من شباط/فبراير حول حذف المحتوى من ميجا أبلود إلى أي معلومات قدمتها شركة كارباثيا إلى حكومة الولايات المتحدة. نوصي أي شخصٍ يعتقد أن لديه محتوى على خوادم ميجا أبلود بالاتصال بميجا أبلود مباشرة. من فضلكم لا تتصلوا بكارباثيا هوستينج.»
بدأت مؤسسة الحدود الإلكترونية حملةً للسماح للمستخدمين القانونيين لموقع ميجا أبلود في الولايات المتحدة بالوصولِ إلى بياناتهم فطالبت الحملة بالاحتفاظ بالبيانات لهذا السبب. اختارت الحملة ومن ورائها مؤسسة الحدود تمثيل أحد هؤلاء المستخدمين القانونيين للموقع في المحكمة، وبالتالي فقد انحازت إلى ميجا أبلود وكارباثيا في مطالبة المحكمة بالاحتفاظ بالبيانات. بدأت في السادس والعشرين من نيسان/أبريل 2012 مفاوضات شبه رسميّة بخصوص بيانات ميجا أبلو. ذكرت كارباثيا أن الحفاظ على البيانات يُكلّف أكثر من 9000 دولار أمريكي في اليوم، وأرادت البحث عن حل رسمي بشأن حذف البيانات أو الإفصاح عنها للأطراف المعنية. في المقابل، أمر قاضي المحكمة الجزئية الأمريكية ليام أوجرادي جميع الأطراف بالعودة إلى طاولة المفاوضات. لاحظت وزارة العدل الأمريكية أن شركة ميجا أبلود دفعت 35 مليون دولار أمريكي إلى كارباثيا وزعمت أن الأخيرة قد استفادت من شركة كيم دوت كوم على الرغمِ من علمها بانتهاك حقوق النشر.

### الهجمات
بعد إغلاق موقع ميجا أبلود على الإنترنت، نفذت مجموعة أنونيموس ما يُعرف بهجماتِ الحرمان من الخدمات على موقع وزارة العدل الأمريكية ومواقع حكومية أمريكية أخرى ما تسبّب في تعطلها لفترةٍ من الزمن. علَّق موقع جيزمودو المختصّ بالتكنولوجيا والتقنيّة عن هذا الهجوم بالقول: «من شبه المؤكد أن تعطّل المواقع الحكومية الأمريكية كان نتيجة هجمات الحرمان من الخدمات ... لقد كان الهجوم هذه المرة شرسًا وواسع النطاق وتسبب في الكثير من الخسائر.» ثمّ أضاف: «إذا كانت لديك أية شكوكٍ حول هويّة منفذ الهجوم، فهي مجموعة أنونيموس.» في المنحى ذاته، نُشرت الكثير من الروابط في في غرف الدردشة وعلى تويتر، وكانت هذه الروابط عند النقر عليها تُشغّل بشكلٍ تلقائي تطبيق لاو أوربيت إيون كانون (بالإنجليزية: Low Orbit Ion Cannon) الذي يُستعمل في هجمات الحرمان من الخدمات. أصدرت مجموعة أنونيموس في التاسع عشر من كانون الثاني/يناير 2012 بيانًا على باستبين دوت كوم (بالإنجليزية: Pastebin.com) تتحمَّل فيهِ مسؤولية الهجمات الجماعية على مواقع الويب الحكوميّة الأمريكية بما في ذلك مواقع رابطة صناعة التسجيلات الأمريكية، جمعية الفيلم الأمريكي، مكتب التحقيقات الفيدرالي وغير ذلك من المواقع الحكوميّة أو شبه الحكومية. بحسبِ شبكة آر تي، فقد وصفت منظمة أنونيموس الهجمات بأنها «أكبر هجومٍ منفردٍ على الإنترنت».

## ردود الفعل
قال الرئيس الفرنسي السابق نيكولا ساركوزي إنه راضٍ عن إغلاق الموقع، مؤكّدًا على أنَّ مشغلي الموقع كانوا يجنون «أرباحًا إجرامية» من التوزيع غير القانوني للأعمال المحمية بحقوق الطبع والنشر، ثمّ أضافَ في بيان: «حان الوقت لزيادة التعاون القضائي والشرطي بين الدول من أجلِ مكافحة التعدي على حق المؤلف على الإنترنت.» أثارت في المقابل بعض منظمات الويب مخاوف بشأن الآثار المحتملة لقضية ميجا أبلود على مستقبل مشاركة الملفات والتخزين السحابي والتجارة عبر الإنترنت. كتب العديد من المعلقين بما في ذلك جون سي دفوراك، وجلين غرينوالد وجوليان سانشيز حول هذا الموضوع أيضًا لا سيما فيما يتعلَّقُ بسلطات حكومة الولايات المتحدة في إزالة موقع ويب دون محاكمة بل وحتى بدون قوانين جديدة مثل قانون وقف القرصنة على الإنترنت. كانت في الواقعِ وزارة العدل الأمريكية قادرةٌ على الاعتماد على برو-آي بي (بالإنجليزية: PRO-IP) وهو قانونٌ مُرِّرَ عام 2008 من أجل إغلاق ميجا أبلود.
أعربَ الأشخاص الذين استخدموا ميجا أبلود للتخزين الشخصي والتجاري مثل ملفات الصوت والفيديو المتعلقة بالعائلة أو العمل عن شكاواهم من حقيقة أنه لم يعد بإمكانهم الوصول إلى ملفاتهم على الخدمة. تضمنت الأمثلة التي تم الاستشهاد بها في وسائل الإعلام موظفين في مجموعة المعرفة العامّة (بالإنجليزية: Public Knowledge) الذين استخدموا الموقع في تخزينِ الملفات الكبيرة، وكتاب برامج الهواتف المحمولة التي تعمل بنظام أندرويد الذين وصفو ميجا أبلود بأنه «إحدى أفضل الطرق لتوزيع البرامج . . . هناك عددٌ من المواقع المماثلة ولكنّ ميجا كان دائمًا الأسرع.»
حدَّت بعضٌ من مواقع استضافة الملفات من خدماتها، حيثُ سحبت فايل سونيك دوت كوم (بالإنجليزية: FileSonic.com) وهي إحدى أفضل عشرة خدمات لاستضافة الملفات القدرة على مشاركة روابط المرفوعات ثمّ أضافت في الصفحة الرئيسية للموقع ملحوظة تفيد بأن «جميع وظائف المشاركة على فايل سونيك معطلة الآن. لا يمكن استخدام خدمتنا إلا لتحميل واسترداد الملفات التي قمت بتحميلها شخصيًا.» حذَت مواقع استضافة الملفات الأخرى حذو فايل سونيك بما في ذلك فايل سيرف دوت كوم (بالإنجليزية: FileServe.com) وفايل جانجل دوت كوم (بالإنجليزية: FileJungle.com) وأبلود ستايشن دوت كوم (بالإنجليزية: Uploadstation.com) وإكس سيفن دوت تو (بالإنجليزية: x7.to) وفور شايرد دوت كوم (بالإنجليزية: 4shared.com) عن طريق إيقاف ئفع الملفات بشكل مؤقّت أو السماح للمستخدمين بتنزيل ما قاموا بتحميله بأنفسهم فقط. حظَر موقع كبير آخر لمشاركة الملفات هو أبلودد دوت تو (بالإنجليزية: Uploaded.to) المستخدمين الذين يصلون من عناوين آي بي الموجودة في الولايات المتحدة من دخول الموقع أو رفع شيءٍ فيه.
صرَّح الرئيس التنفيذي لشركة ميديا فاير ديريك لابيان أنه وشركته لاستضافة الملفات غير معنيين بحادث ميجا أبلود مبررًا أنَّ الأخير كان يجني مبالغ ماليّة مهمة من خلال خدمة سيئة للغاية ومشددًا في الوقتِ ذاته أنَّ عمل ميديا فاير غيرُ مبنيٍّ على انتهاك حقوق النشر، كما أعرب متحدثٌ باسم رابيد شير بالمثل عن عدم قلقه قائلاً إن استضافة الملفات بحد ذاتها عمل مشروع مشيرًا إلى أن سكاي درايف من مايكروسوفت تعملُ على أساسٍ مماثل. أغلق مالك موقع بي تي جانكي (بالإنجليزية: BTJunkie) وهو موقع ويب يقوم بفهرسة ملفات التورنت موقعه طواعيّةً في السادس من شباط/فبراير 2012، فيما حظر موقع تيربو بيت دوت نت (بالإنجليزية: Turbobit.net) الزائرين الأمريكيين من الوصول له، كما أُغلق في السابع من شباط/فبراير موقع كويك سيلفر سكرين (بالإنجليزية: QuickSilverScreen) وهو موقعٌ كان يعرض روابط بث الفيديو.